# エーリヒ1世 (メクレンブルク公)
エーリヒ1世 (ドイツ語: Erich I. 1359年以降（1365年？） – 1397年7月26日) は、メクレンブルク公（父アルブレヒト3世との共同公）。スウェーデン王太子の座にいたこともあった。

## 生涯

### 家族
エーリヒは、メクレンブルク家のアルブレヒト（後のスウェーデン王アルブレクト、メクレンブルク公）と、シュヴェリーン伯オットー1世の娘リヒャルディス・フォン・シュヴェリーンの間の長男として生まれた。
エーリヒは1396年2月12日もしくは13日に、ポンメルン＝ヴォルガスト公ボギスラフ6世の娘ゾフィーと結婚した。二人の間に子供はできなかった。

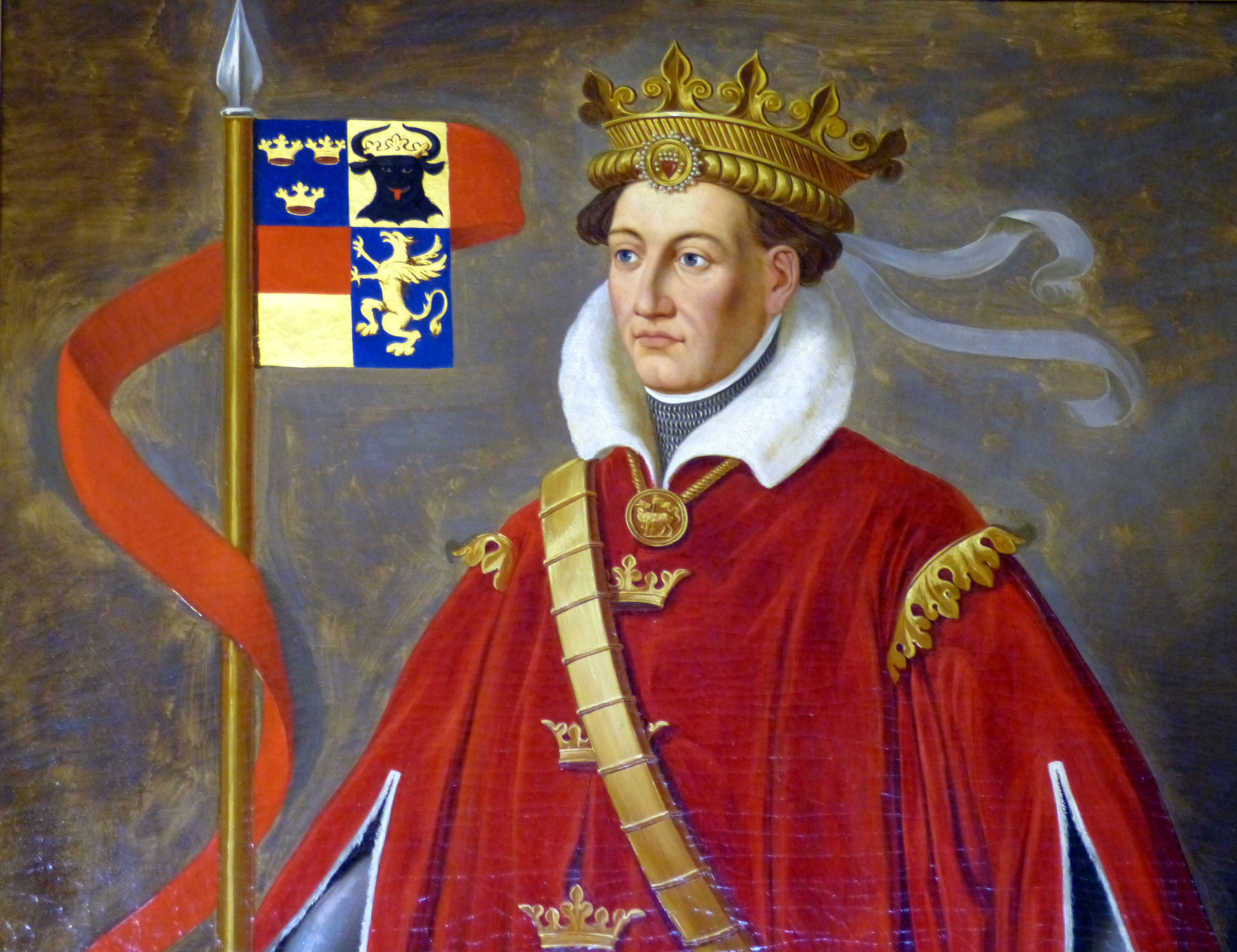
エーリヒ1世もしくは父アルブレクトのものと伝わる肖像画。エーリヒ1世説の根拠は、画の主題の年代や、首にゴットランドのシンボルがかかっていることが挙げられる。

### スウェーデンをめぐる戦い
1364年以降、父アルブレクトはスウェーデン王の座にあった。しかし1389年、デンマークの摂政マルグレーテ1世がスウェーデンに介入し、ファルシェーピング付近でのÅsleの戦いでアルブレクトを破った。アルブレクトとエーリヒは捕虜となった。リューベック市の指導者ヒンリッヒ・ヴェストフやヨハン・ニーブルらによる3年にわたる交渉の末、父子は1395年に釈放された。

### ゴットランド再征服
その後、アルブレクトはエーリヒにゴットランドの再征服を命じた。1396年夏、エーリヒは軍勢を率いてゴットランドに上陸し、スヴェン・ストゥーレを破ってアルブレクトに忠誠を誓わせた。一方でスカンディナヴィアでは1397年にカルマル同盟が成立し、デンマーク、ノルウェー、スウェーデンの3王国がマルグレーテ1世の支配下となった。

### 死

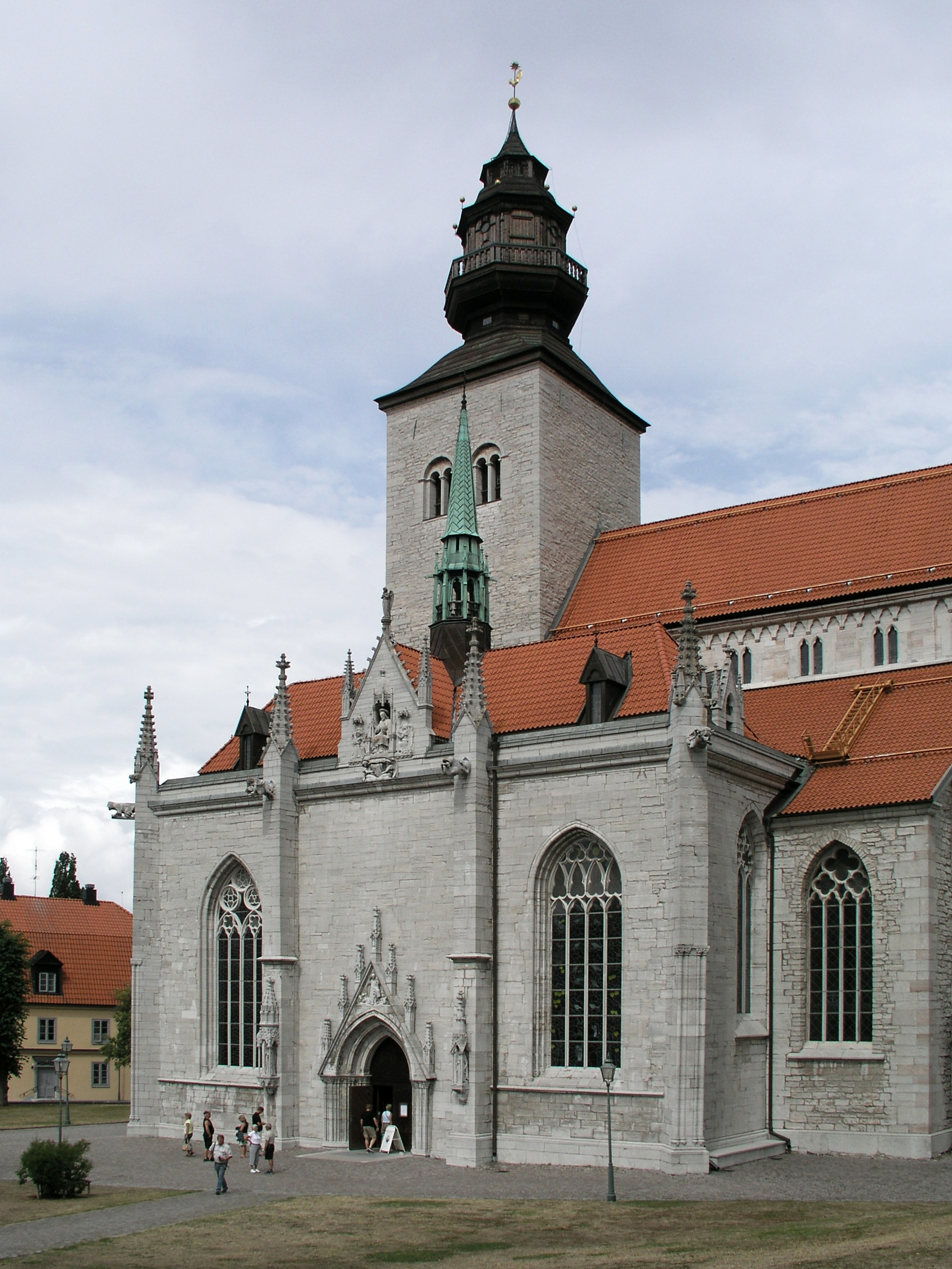
ヴィスビュー大聖堂

公と呼ばれるようになったエーリヒは、1397年、ヴィスビューの南のクリンテハムンにあるLandeskroneもしくはKronvallという自領で、ペストにより死去した。彼の遺体は聖マリア教会（ヴィスビュー大聖堂）に葬られ、現在でも墓石の一部を見ることができる。